# Библиотека (програмиране)
Вижте пояснителната страница за други значения на Библиотека.
В областта на програмирането, библиотеката е колекция от помощни ресурси под формата на код и данни, съхранявани в енергонезависимата памет, предназначени за използване от независими програми, например от операционната система или от програми за разработка на софтуер. Това позволява споделяне и промяна на данни и код на модулен принцип.
Повечето компилиращи програмни езици имат стандартна библиотека, макар че софтуерните разработчици могат да създават собствени.